# Удружење пчелара Кикинда
Удружење пчелара Кикинда једно је од удружења у Кикинди. Налази се у улици Генерала Драпшина бр. 48.

## Историјат
Удружење пчелара Кикинда oсновано је 1938. године на истој адреси на којој се данас налази. 
Чланови удружења су се од почетка трудили да простор, који је у њиховом поседу, учине пријатнијим за боравак и дружење. Својим радом, по принципу ко колико може и шта уме, сами су одрађивали већину послова на оплемењивању зграде и дворишта. До данас су организовали бројне добровољне радне акције.
Председници Удружења пчелара Кикинда су били:
- Иван Томашев – 10. јануар 1938,
- Владимир Ајваз
- Иван Томашев – други пут
- Милорад Шибул
- Александар Кенешки
- Ника Ациган
- Иван Косанчић
- Миливој Марков
- Бранко Мицић
- Божидар Бркљач
- Драган Лазић
- Животије Голубовић 2006—2010.
- Владимир Ковачевић 2010—2013.
- Миле Кеча 2013—2014.
- Саша Чолак 2014—